# (8798) Tarantino
Pour les articles homonymes, voir Tarantino.
(8798) Tarantino est un astéroïde de la ceinture principale.

## Description
(8798) Tarantino est un astéroïde de la ceinture principale. Il fut découvert le 7 mars 1981 à Siding Spring par Schelte J. Bus. Il présente une orbite caractérisée par un demi-grand axe de 3,16 UA, une excentricité de 0,18 et une inclinaison de 5,3° par rapport à l'écliptique.
Il est nommé en hommage à Frederick Tarantino (d)  (1955-2014), président de l'Universities Space Research Association entre 2006 et 2014.

## Compléments